# Šrafy
Šrafy (také šrafování, řídce šrafura) je označení pro krátké čáry, jimiž se v mapě zobrazují půdorysné průměty částí spádových křivek zemského povrchu. Jejich použití je v klasické kartografii jednou z možností zobrazení třetího rozměru do dvojrozměrné mapy.
Mají proměnnou délku, tloušťku a hustotu, výjimečně mají tvar trojúhelníkový.
Dají se rozdělit na pravé a nepravé šrafy. Nepravé šrafy nejsou založeny na matematickém základu. Pravé (nebo také skutečné) šrafy již mají matematický základ.

## Druhy šraf a jejich použití

### Kreslířské šrafy

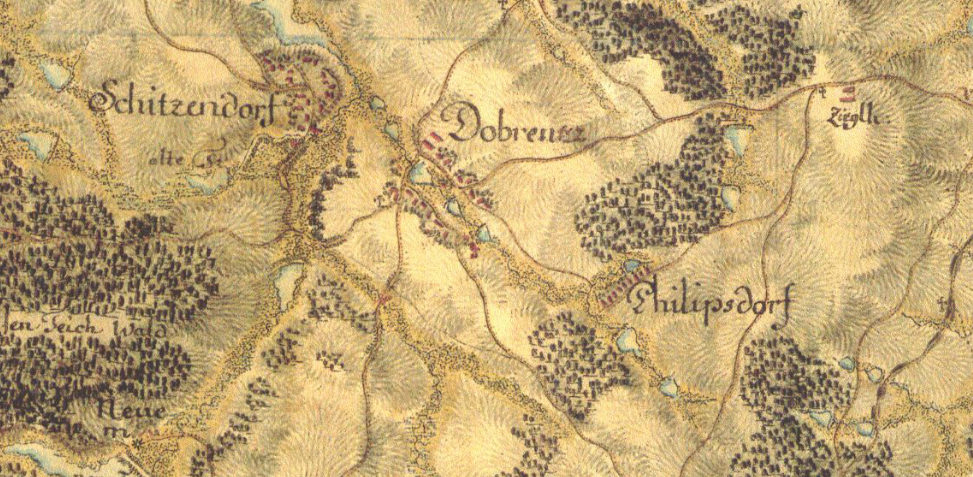
Použití kreslířských šraf (I. vojenské mapování)

Kreslířské šrafy jsou nejstarším použitím šraf. Nemají geometrickou hodnotu, jsou schematickým zachycením sklonových poměrů krajiny. Mají různou délku, mohou být zakřivené i přímé. Na mírných svazích jsou delší a řidší, naopak v místech prudšího spádu kratší a hustší. Tato šrafa se často lišila od dnešní i tím, že se její čáry křížily. Proto se kreslířským šrafám někdy říká křížové. Pomocí kreslířských šraf byl zobrazen výškopis prvního vojenského mapování.

### Krajinné šrafy
Krajinné šrafy se používají na mapách malých měřítek. Zobrazují pouze velmi generalizované terénní tvary, nepotlačují tak polohopis a popis mapy.

### Sklonové šrafy
Sklonové (svahové) šrafy jsou prvními skutečnými šrafami. Sklon topografické plochy je udáván poměrem síly černé čáry k bílým mezerám mezi nimi. Sklonové šrafy vyjadřují strmost jak svojí tloušťkou, tak i délkou.

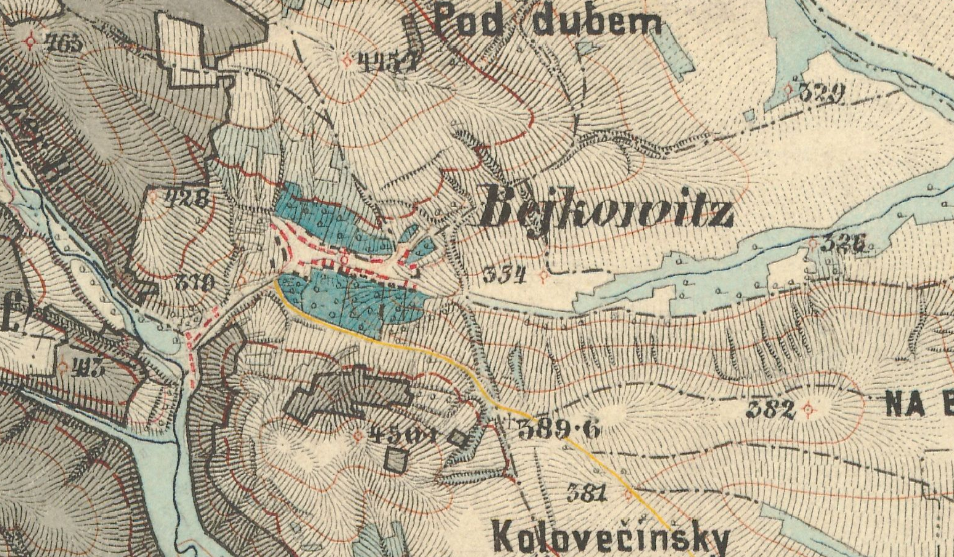
Použití sklonových šraf (III. vojenské mapování)

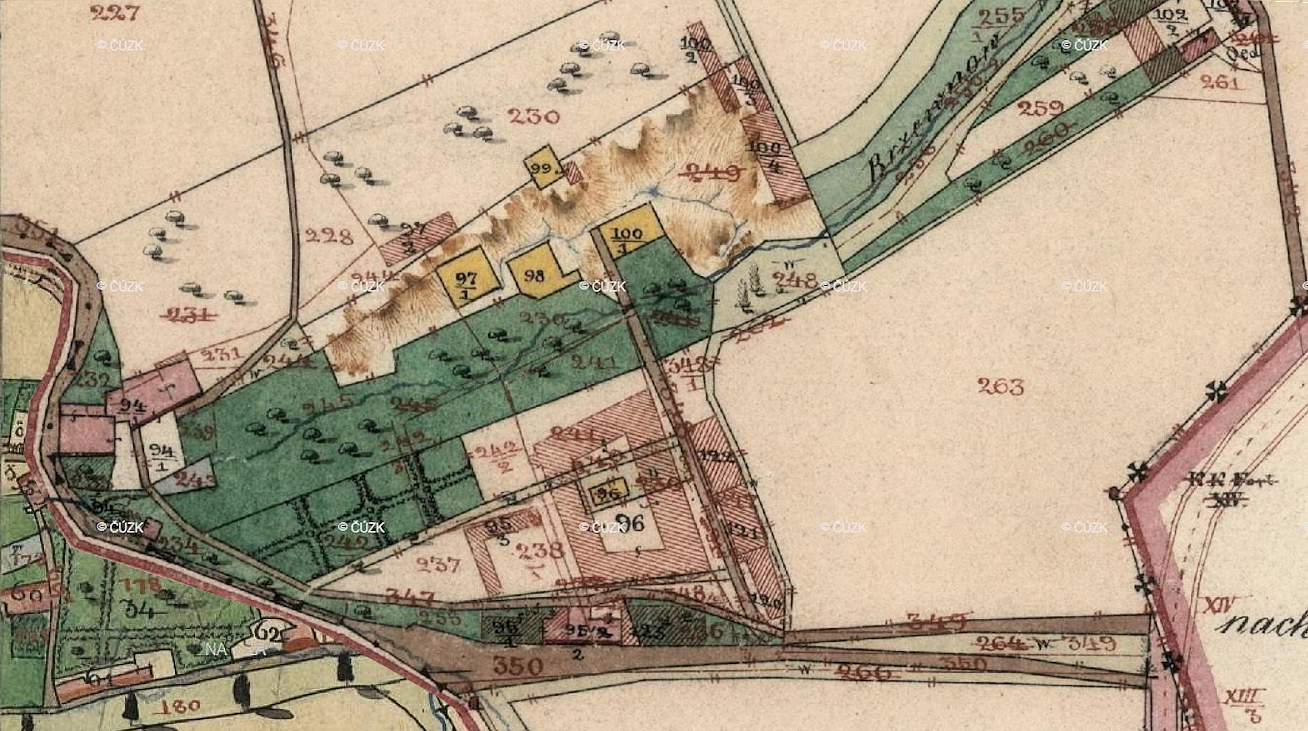
Šrafované objekty (?) na reambulované indikační skice Střešovic

Matematický základ sklonových šraf položil roku 1799 saský kartograf J. G. Lehmann. Vycházel z poznatku, že čím je plocha strmější, tím je méně osvětlena a tudíž temnější. Vychází se z předpokladu, že sluneční paprsky dopadají svisle na terén. Užívá se vzorec
{\displaystyle {\frac {\mbox{stín}}{\mbox{světlo}}}={\frac {\mbox{šířka šrafy}}{\mbox{šířka mezery}}}={\frac {\alpha }{45-\alpha }}}
podle kterého vodorovné plochy v mapě zůstanou bílé, gradace zastínění potom postupuje úměrně sklonům svahu až do maximální hodnoty 45°. Sklony nad 45° jsou v přírodě celkem řídké, proto byla stupnice Lehmannem omezena na tuto hodnotu. V Lehmannově stupnici, která určuje poměr černé a bílé plochy dle sklonu, je již reliéf se sklonem nad 45°zcela černý. V této tónovací metodě se hřbetnice a jejich vodorovné okolí jeví díky svislému osvitu jako bílé plochy. U topografických map různých států je možno se setkat s řadou modifikací sklonových šraf. Sklonové šrafy podle upravené (rozšířené) Lehmannovy stupnice byly užity na mapách II. a III. vojenského mapování. Počet šraf v délkové jednotce byl konstantní – 25 šraf/cm, jejich délka nejvýše 4 mm. Vyrytí šrafur pro jeden mapový list trvalo až čtyři roky.

### Stínové šrafy
Stínové šrafy jsou dalším typem pravých šraf. Představují kombinaci metody stínování se sklonovými šrafami. Poprvé byly použity roku 1836 G. H. Doufourem, který vystihl, že strmost svahu je již dána délkou šraf, a že ji není nutné zdůrazňovat ještě tloušťkou. Bylo tedy možno využít proměnlivé tloušťky šraf jako prostředku k vytvoření plastického dojmu podle principu šikmého severozápadního osvětlení. Na tento úhel dopadu paprsků a osvětlení předmětů je lidské oko tak zvyklé, že jen podle tohoto principu na mapě vypracované stínování v nás vzbuzuje dojem skutečné plasticity terénu. Světle šrafované osvětlené svahy a tlustě šrafované zastíněné svahy působí přehledněji než při použití sklonových šraf. Jejich výhodou je snadnější identifikace hřbetnic a údolnic.

### Horské šrafy
Horské šrafy patří mezi nepravé šrafy. Často jsou konstruovány pouze na základě orografického schématu. Jsou zakreslovány v řadách tak, aby alespoň zjednodušeně znázorňovaly lokální vyvýšeniny, horská pásma a zaříznutá údolí. Nejčastěji jsou používány v mapách malých měřítek, kde tvoří doplněk barevných vrstev a stínování.

### Technické šrafy
Technické šrafy kreslíme pravidelným střídáním delších a krátkých čárek ve směru spádu, začínají na její horní vyznačené hraně. Hrany bývají doplněny absolutními či relativními kótami. Tyto šrafy slouží pro vyjádření úzkých a protáhlých terénních útvarů strmého spádu jako jsou hráze, příkopy atd.
Dělí se na spojené a nespojené technické šrafy:
- spojené šrafy jsou spojeny hranou (horní, někdy i dolní) a značí ostrou hranu strmého spádu, je možno přidat okótování hrany nebo jen relativní převýšení terénního stupně
- nespojené šrafy nejsou spojeny žádnou hranou a značí zaoblenou a tím nevýraznou hranu

Technické šrafy jsou používány pouze v mapách velkých měřítek do 1:5000.

### Topografické šrafy
Topografické šrafy jsou obdobné jako šrafy technické. Jsou specifické tvarem klínku, kdy základny leží na terénní hraně a vzájemně se dotýkají. Jsou používány ke znázorňování terénních stupňů a rýh. Přírodní útvary jsou zobrazeny hnědě, antropogenní černě. Jsou používány většinou jen v topografických mapách.

### Skalní šrafy
Skalní šrafy jsou stínované čáry, které jsou používány ke znázorňování skal. Patří mezi další šrafy, které nemají geometrickou hodnotu pravých šraf a slouží převážně jako výplň jednotlivých dílčích ploch omezených terénními hranami. Skalní šrafy se odlišují od ostatních tím, že jsou tvořeny jak vertikálními (tj. ve směru spádnic), tak horizontálními čarami. Plastičnosti skalní šrafury lze dosáhnout šikmým osvitem. Obdobně je sesuvná oblast vymezena tečkováním, kameny a kamenné řeky jsou vyznačeny např. nepravidelnými orientovanými trojúhelníčky. Skalní šrafy jsou také někdy označovány jako fyziografické.

## Současná situace v používání šraf
Vzhledem k tomu, že kreslířské, krajinné, sklonové a stínové šrafy graficky zatěžují mapovou kresbu a jejich vykreslení je mimořádně pracné a zdlouhavé, byly postupně zcela nahrazeny vrstevnicemi.
Horské, technické, topografické a skalní šrafy jsou používány i nadále, mají ale pouze doplňkovou funkci. Jsou užívány pro znázornění drobných terénních útvarů, které nelze vhodně zachytit pomocí vrstevnic.